# Hérange
Hérange település Franciaországban, Moselle megyében. Lakosainak száma 104 fő (2022. január 1.). Hérange Bourscheid, Brouviller, Fleisheim, Lixheim és Wintersbourg községekkel határos.

## Népesség
A település népességének változása:
| Lakosok száma | 112  | 106  | 118  | 113  | 100  | 104  | 108  | 108  | 107  | 104  |
|               | 1968 | 1982 | 1990 | 2006 | 2013 | 2015 | 2017 | 2019 | 2020 | 2022 |